# Ergatettix
Ergatettix is een geslacht van rechtvleugeligen uit de familie doornsprinkhanen (Tetrigidae). De wetenschappelijke naam van dit geslacht is voor het eerst geldig gepubliceerd in 1914 door Kirby.

## Soorten
Het geslacht Ergatettix omvat de volgende soorten:
- Ergatettix albostriatus Zheng & Li, 2001
- Ergatettix brachynota Zheng & Liang, 1993
- Ergatettix brachyptera Zheng, 1992
- Ergatettix callosus Hancock, 1915
- Ergatettix crassipes Hancock, 1912
- Ergatettix dorsifera Walker, 1871
- Ergatettix elevatus Ingrisch, 2001
- Ergatettix guentheri Steinmann, 1970
- Ergatettix interruptus Brunner von Wattenwyl, 1893
- Ergatettix lativertex Zheng & Xu, 2010
- Ergatettix minutus Ingrisch, 2001
- Ergatettix nodulosus Bolívar, 1887
- Ergatettix novaeguineae Bolívar, 1898
- Ergatettix panchtharis Ingrisch, 2001
- Ergatettix paranodulosus Otte, 1997
- Ergatettix serrifemora Deng, Zheng & Wei, 2008
- Ergatettix serrifemoroides Zheng & Shi, 2009
- Ergatettix siasovi Moritz, 1928
- Ergatettix undunotus Ingrisch, 2001